# Grupo de Localización de Fugitivos
El Grupo de Localización de Fugitivos del Cuerpo Nacional de Policía es una unidad especializada que tiene como función la búsqueda y detención de personas que tienen una orden de arresto. A diferencia de otras unidades policiales, los agentes del GLF no necesitan tener pruebas para detener a un sospechoso, ya que, por alguna razón, ya posee una orden de detención. Pueden compararse únicamente en relación con sus funciones de búsqueda y detención con los United States Marshall que, entre muchas otras, tienen estas competencias en los Estados Unidos.
- Datos: Q5886620